# Лущик Петро Михайлович
Петро Михайлович Лущик (12 липня 1963, с. Лущики) — український письменник, автор романів. Лауреат премії Коронація слова (2004, 2014, 2015, 2017, 2019).

## Життєпис
Народився 12 липня 1963 року у селі Лущики на Львівщині.
Після закінчення середньої школи поступив на фізичний факультет Львівського державного університету ім. Івана Франка, який закінчив у 1985 році.
По завершенні навчання беззмінно працює вчителем фізики у Сопошинській школі Жовківського району.

## Відзнаки
Лауреат конкурсу Коронація слова 2004 у номінації «Романи».
Спеціальна відзнака «Вибір міського голови Львова» у конкурсі Коронація слова 2014 у номінації «Романи».
Роман «Хата на околиці села» здобув ІІІ премію конкурсу Коронація слова 2015.
Роман «Поміж двох орлів» отримав диплом конкурсу Коронація слова 2017.
Диплом лауреата ХІХ загальнонаціонального конкурсу «Українська мова — мова єднання» (м. Одеса-2018)
Роман «Мій друг Франц Йосиф» отримав диплом конкурсу Коронація слова 2019.
Роман «Літо, якого не було» отримав диплом конкурсу «Вибір видавця» Коронація слова 2020.
Лавреат Літературного конкурсу імені Івана Корсака.
Роман "Не будуйте плани на серпень!" отримав відзнаку "Вибір видавця" Коронація слова 2022.